# Tadeusz Mytnik
Tadeusz Mytnik (Nowice, 13 agosto 1949) è un ex ciclista su strada polacco.

## Palmarès

### Olimpiadi
- 1 medaglia:
  - 1 argento (Montréal 1976 nella corsa a cronometro a squadre)

### Mondiali
- 3 medaglie:
  - 2 ori (Barcellona 1973 nella corsa a cronometro a squadre; Mettet-Yvoir 1975 nella corsa a cronometro a squadre)
  - 1 bronzo (San Cristóbal 1977 nella corsa a cronometro a squadre)